# Libère Wagner
Libère Wagner (Mühlhausen, 5 décembre 1593 - Schonungen, 9 décembre 1631) est un prêtre allemand martyr reconnu bienheureux par l'Église catholique.

## Biographie
À 28 ans, ce jeune allemand quitte Mühlhausen, en Saxe, et sa famille luthérienne et pratiquante, pour « chercher la vérité sur la religion ». Un an plus tard, il embrasse le catholicisme et décide de se préparer au sacerdoce. Ordonné prêtre en 1625, il est nommé curé d'Altenmünster, en Allemagne, et il se dévoue à la sanctification et à la conversion des habitants, en grande partie protestants, défendant aussi leurs biens matériels.
Mais lors de l'invasion du roi de Suède, qui veut imposer la réforme protestante, le père Libère est trahi par des fanatiques luthériens, arrêté et torturé pendant cinq jours. 
Il répondait invariablement à toutes les propositions d'apostasie : « Je vis, je souffre, et je meurs comme catholique fidèle au pape ». Il est alors crucifié devant un feu allumé et meurt à l'âge de 38 ans.